# Liste der Monuments historiques in Talmay
Die Liste der Monuments historiques in Talmay führt die Monuments historiques in der französischen Gemeinde Talmay auf.

## Liste der Immobilien
| Bezeichnung       | Beschreibung | Standort                | Kennzeichnung | Schutzstatus | Datum     | Bild           |
| ----------------- | --- | ----------------------- | ------------- | ------------ | --------- | -------------- |
| Château de Talmay | Schloss, 18. Jahrhundert, mit Donjon der Vorgängerburg, zwischen 1250 und 1274; mit den Wirtschaftsgebäuden, dem Tor und der Gartenanlage | Place du Château (Lage) | PA00112688    | Classé       | 1933 1993 | weitere Bilder |

## Liste der Objekte
| Bezeichnung                       | Beschreibung                                            | Standort                        | Kennzeichnung | Schutzstatus | Datum | Bild |
| --------------------------------- | ------------------------------------------------------- | ------------------------------- | ------------- | ------------ | ----- | ---- |
| Gemälde Stiftung des Rosenkranzes | Ölfarbe auf Leinwand, erste Hälfte des 17. Jahrhunderts | in der Kirche St-Vallier (Lage) | PM21002326    | Classé       | 1965  |      |